# Soft power
Soft power, także miękka siła – zdolność narodu czy kraju do pozyskiwania sojuszników i zdobywania wpływów dzięki atrakcyjności własnej kultury, polityki czy ideałów politycznych. Twórca pojęcia, Joseph Nye, określa soft power jako subtelne sprawianie, by inni chcieli tego samego wskutek niewymuszonego wyboru.
Podstawą tego pojęcia jest – zaobserwowane przez jego twórcę – zjawisko, w którym państwa mogą osiągać swoje cele w polityce międzynarodowej poprzez sam fakt, że inne państwa szanują ich wartości, dokonania czy kulturę i mają aspirację, by np. osiągnąć podobny poziom rozwoju, dobrobytu czy otwartości obywateli.
Soft power polega na wykorzystaniu atrakcyjności i siły przyciągania dzielonych wspólnych wartości jako narzędzia perswazji. Soft power charakteryzuje się budowaniem percepcji słuszności pewnych idei oraz budowaniem chęci innych aktorów do wkładu w ich urzeczywistnienie.